# Фихтенберг
Фихтенберг (њем. Fichtenberg) општина је у њемачкој савезној држави Баден-Виртемберг. Једно је од 30 општинских средишта округа Швебиш Хал. Према процјени из 2010. у општини је живјело 2.837 становника. Посједује регионалну шифру (AGS) 8127023.

## Географски и демографски подаци
Фихтенберг се налази у савезној држави Баден-Виртемберг у округу Швебиш Хал. Општина се налази на надморској висини од 345 метара. Површина општине износи 24,2 km². У самом мјесту је, према процјени из 2010. године, живјело 2.837 становника. Просјечна густина становништва износи 117 становника/km².

## Међународна сарадња
| Мјесто | Држава | Врста сарадње | Од    |
| ------ | ------ | ------------- | ----- |
|        | Пољска | контакт       | 2000. |
| Извор  |        |               |       |